# Пірена
У грецькій міфології Пірена (дав.-гр. Πυρήνη) може означати:
- Пірена (грец. Πυρήνη) — дочка царя Бебрікса і коханка (або жертва, залежно від міфу) Геракла. Вона народила змію і так злякалася, що втекла до лісу, де й померла. Геракл створив для неї могилу, нагромадивши каміння, утворивши таким чином гірський хребет Піренеї, названий на її честь[1].
- Пірена (грец. Πυρήνη) — одна з Данаїд.
- Пірена (грец. Πειρήνη) — одна з дванадцяти дочок річкового бога Ахелоя (варіант: дочка Асопа), коханка Посейдона, від якого народила двох синів — Лехея та Кенхрея, що стали епонімами двох головних портів Коринфу. Артеміда під час полювання ненавмисне вбила Кенхрея, і Пірена так плакала, що обернулася на джерело, біля якого, за однією з міфічних версій, Беллерофонт зловив крилатого коня Пегаса.
- Пірена, як інше ім'я Пелопії, що народила Кікна від Ареса[2].